# 7729 Golovanov
7729 Golovanov este un asteroid din centura principală de asteroizi.

## Descriere
7729 Golovanov este un asteroid din centura principală de asteroizi. A fost descoperit pe 24 august 1977 la Observatorul de Astrofizică din Crimeea de Nikolai Cernîh. El prezintă o orbită caracterizată de o semiaxă mare de 2,26 ua, o excentricitate de 0,18 și o înclinație de 6,4° în raport cu ecliptica.